# Werner Lind
Werner Lind (* 30. Oktober 1950 in Variaș, Kreis Timiș, Rumänien; † 21. Dezember 2014 in Bensheim, Deutschland) war ein rumänisch-deutscher Karate-Lehrer (8. Dan Kyoshi) und Autor von Budō-Fachbüchern.

## Leben
Lind wurde im rumänischen Variaș geboren und zog als Jugendlicher nach Timișoara, wo er mit dem Jūdō-Training begann und ab 1968 auch unterrichtete. Dort begann er auch mit dem Karate-Training bei Ilija Jorga. 1979 siedelte er nach Deutschland über, weil er sich in seinen Bemühungen, unabhängig vom Staat Karate zu lehren, behindert sah. In Deutschland arbeitete er zunächst als Honorarlehrer für verschiedene Karateverbände. 1980 gründete er sein Dōjō Budokan in Bensheim, in dem neben Kempō Karate (Kenpō Karate) auch Kobudō, Bujutsu, Ninjutsu, Kyūdō, Taijiquan und Qigong unterrichtet werden. 1984 beendete er die Tätigkeit als Honorarlehrer. 1990 gründete er den Budo Studien Kreis (BSK).
Das von Werner Lind initiierte Internet-Projekt ist Budopedia. Es ist der wissenschaftliche Internetauftritt des Budo Studien Kreises, dessen Ziel es ist, „eine umfangreiche Quelle des Wissens um den Sinn der Kampfkünste erschließen.“ Budopedia basiert u. a. auf Werner Linds Lexikon der Kampfkünste.

## Veröffentlichungen
chronologisch aufsteigend
- Budo. Der geistige Weg der Kampfkünste. Barth, München 1992, ISBN 3-502-64401-2 (Neuauflage: Nikol, Hamburg 2007, ISBN 978-3-937872-54-4).
- Die klassische Kata. Geistige Herkunft und Praxis des traditionellen Karate. Scherz, München 1995, ISBN 3-502-64403-9.
- Mit Ursel Arnold und Peter Schömbs: Karate Kumite. Kampftechniken des klassischen Karate. Velte, Wehrheim (Hochtaunuskreis) 1995, ISBN 3-923473-53-2.
- Ostasiatische Kampfkünste. Das Lexikon. Sportverlag, Berlin 1996, ISBN 3-328-00699-0.
- Klassisches Karate-dō. Gesundheits- und Vitalpunktlehre, Trainingsführung, Selbstverteidigung. Sportverlag, Berlin 1997, ISBN 3-328-00753-9.
- Okinawa-Karate. Geschichte und Tradition der Stile. Eine wissenschaftliche Studie des Budo-Studien-Kreises über den Ursprung und Inhalt der klassischen Karate-Stile aus Okinawa und Japan. Sportverlag, Berlin 1997, ISBN 3-328-00754-7.
- Lexikon der Kampfkünste. China, Japan, Okinawa, Korea, Vietnam, Thailand, Burma, Indonesien, Indien, Mongolei, Philippinen, Taiwan u. a. Sportverlag, Berlin 1999, ISBN 3-328-00838-1.
- Karate-Grundlagen. Kihon, Kumite, Kata. BSK, Bensheim 2005, ISBN 3-00-017522-9.